# شهرستان لاندس (میسیسیپی)
شهرستان لاندس، میسیسیپی (به انگلیسی: Lowndes County, Mississippi) یک سکونتگاه مسکونی در ایالات متحده آمریکا است که در ایالت میسیسیپی واقع شده‌است.